# Eraserhead (Band)
Eraserhead ist eine deutsche Death-Metal-Band, die 2008 in Löhnberg gegründet wurde.

## Bandgeschichte

### Anfänge (2008–2012)
Im Winter 2008 gründete Nico Hofmann als „Home Recording-Projekt“ zusammen mit seinem Freund Daniel Eger die Band Eraserhead. Die beiden benannten die Band nach einem von Nicos Lieblingsfilmen, dem amerikanischen Horrorfilm Eraserhead von David Lynch.
Hofmann und Eger schrieben fünf Songs (deren Schlagzeug sie mit einem Drumcomputer programmierten), bei denen Hofmann alle Gitarren und den Gesang einspielte bzw. -sang und Eger den Bass. Nachdem sie auf einem lokalen Sampler (The new Sound of Weilburg Vol. 9) mit dem Titel „Britain in the Blitz“ vertreten waren und ihr selbst produziertes Demo viel Zuspruch von Metal-Fans ihrer Region bekam, entschieden die zwei sich, die Band zu vervollständigen und so auch live auftreten zu können.

### Im Kalkwerk (2012–2015)

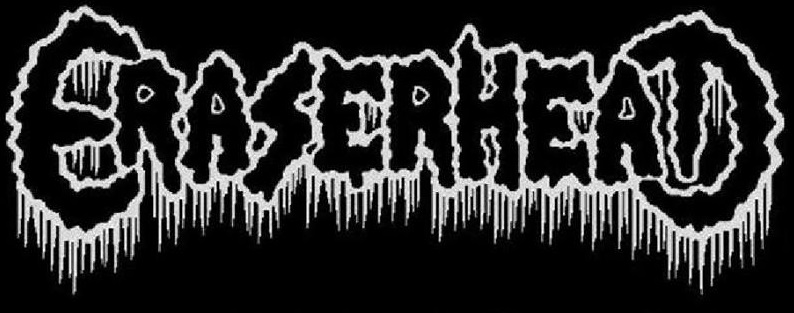
Bis 2015 verwendetes Logo

Nach kurzer Suche konnten sie Schlagzeuger Matthias „Matze“ Hoffmann gewinnen, der auch Sänger Steve Schmidt (ehemals bei Endpharg) in die Band führte, da Nico den Sängerposten gerne abtreten wollte. Außerdem kam mit Phil Helm ein zweiter Gitarrist zur Band, der das Line-Up so komplettierte. In dieser Besetzung entschloss man sich die Arbeit vom heimischen Löhnberg ins nahegelegene Diezer Kalkwerk (eine Art Proberaumkomplex in einem stillgelegten Kalkwerk) zu verlegen.
In dieser Besetzung spielte die Band einige lokale Auftritte in Hessen und Rheinland-Pfalz, bis sich Sänger Schmidt im Jahr 2012 aus privaten Gründen dazu entschloss, die Band zu verlassen und Eraserhead mussten auf Sängersuche gehen. Nach mehreren Vorsingen von Sängern aus der Region (unter anderem auch vom späteren Bassisten und Sänger Chris Kiefer) entschied man sich für Marco Reitz. Mit Reitz am Mikrophon entwickelte sich die Band rapide weiter und konnte noch im gleichen Jahr mit der in den ChinChat Studios aufgenommenen EP „Aviditas Humani“ die erste Veröffentlichung feiern.

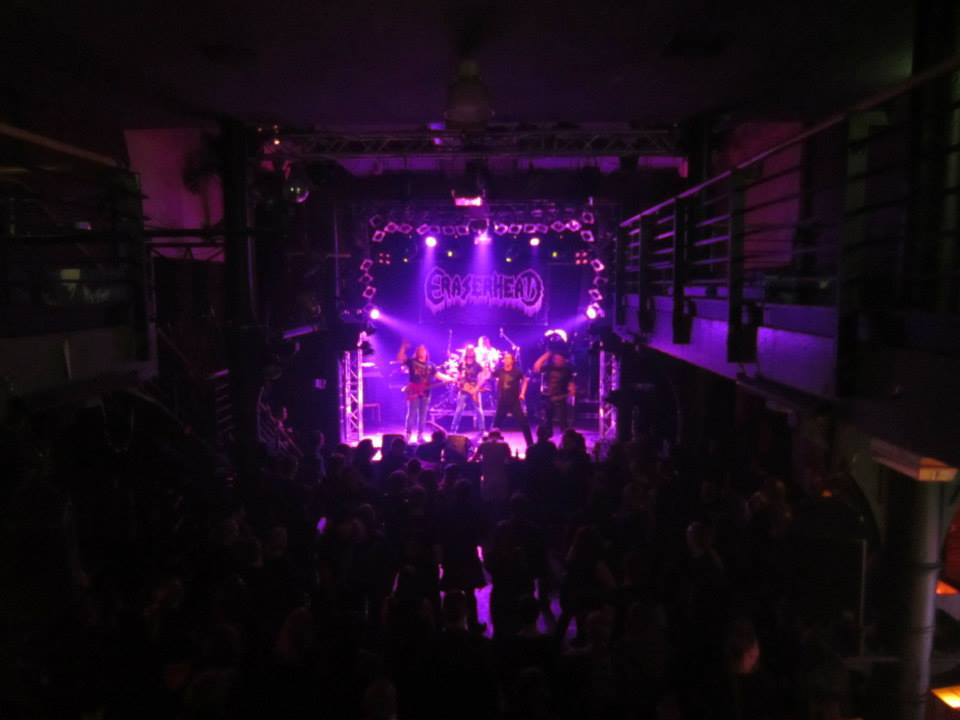
Live in Hamburg im Jahr 2014

In dieser Konstellation erarbeitete sich die Band überregional einen Ruf als energische Live-Band, bis sich nur gut ein Jahr nach Steve Schmidt auch Bassist Daniel Eger entschied, die Band zu verlassen. Auf Grund der nun vakant gewordenen Bassisten-Position kam Chris Kiefer wieder ins Spiel, der als langjähriger Freund der Band nach der Auflösung seiner Band Crushing Inside schnell für diesen Posten gewonnen werden konnte. Zahlreiche Live-Auftritte führten Eraserhead in dieser Zeit erstmals quer durch Deutschland und auch ins Ausland.
Mitten in der Songwriting-Phase für das geplante erste Full Length-Album führten Differenzen innerhalb der Band dazu, dass sich im Jahre 2015 Sänger Reitz und Schlagzeuger Hoffmann entschieden, die Band zu verlassen, um einem gemeinsamen neuen Projekt zu folgen.

### „Remnants of Decadence“ und „Holdout“ (2015–2017)
Man entschied sich, für die bereits geschriebenen Songs Demos aufzunehmen (auch um einen neuen Drummer zu finden), auf denen Bassist Chris übergangsweise den Gesang übernehmen sollte. Dies gestaltete sich aber als so überzeugend, dass beschlossen wurde, ihn zum festen Sänger zu machen. Nach einem Proberaumumzug nach Wetzlar begann die Drummer-Suche. Über gemeinsame Bekannte fand sich mit Jonas Schütz von Diësis nach einem gelungenen Vorspielen der neue Schlagzeuger und Eraserhead bestand fortan als Quartett.
Anfang des Jahres 2016 unterschrieb die Band ihren ersten Plattenvertrag beim Kölner Label Bret Hard Records. Auf diesem wurde dann auch im September desselben Jahres das erste Album „Remnants of Decadence“ veröffentlicht, aufgenommen und produziert in den Progton Studios von Phil Mensinga. Zum Song „Unintentional“ wurde ein Musikvideo veröffentlicht.
Das Cover wurde vom international renommierten Künstler Mario E. López, der auch Artworks für Bands wie z. B. Skeletal Remains oder Toxik entworfen hat, angefertigt. Im Zuge der Albumveröffentlichung tourte die Band erneut durch Deutschland und das benachbarte Ausland.
Bereits kurz nach Release des Albums begann die Band damit, neue Songs zu schreiben. Drei dieser neuen Songs wurden im Dezember 2017 mit der neuen EP „Holdout“ veröffentlicht. Aufgenommen wurde die EP erneut in den Progton Studios, für das Mastering zeichnet Max Mayhem, Gitarrist der belgischen Speed-Metal-Band Evil Invaders, verantwortlich, das Artwork stammt erneut von López. Das Publishing übernahm die Band komplett in Eigenregie, da der Vertrag mit Bret Hard Records auf eigenen Wunsch nicht verlängert wurde.

## Diskografie

### Alben
- Remnants of Decadence (2016) (Bret Hard Records)

### EPs
- Aviditas Humani (2012) (Eigenproduktion)
- Holdout (2017) (Eigenproduktion)

## Stil

### Musik
Der musikalische Stil Eraserheads orientiert sich klar am Sound der Death-Metal-Bands der späten 80er/frühen 90er. Es wird sowohl der britische, als auch der amerikanische Death Metal dieser Zeit zitiert.
Ein Beispiel für die amerikanischen Einflüsse ist zum Beispiel der Song „Teach Us Wisdom“, in dem sich einige Elemente eines „Death-typischen“ Refrains erkennen lassen (klare, teils alleinstehende Melodielinie), der britische Einfluss zeigt sich besonders in Songs wie „On Death Row“, dem immer wieder eine gewisse Ähnlichkeit zu Bolt Thrower attestiert wird.
Es werden oft „genrefremde“ Elemente in die Musik übernommen (z. B. Thrash oder Black-Metal-Riffs), um ihr mehr Abwechslung zu verleihen. Auch eher aus dem Crust Punk stammende Elemente wie der D-Beat finden sich in einzelnen Songs.
Insgesamt wechseln im Repertoire von Eraserhead oft Tempi, teilweise innerhalb einzelner Songs. So ist „Holdout“ bis zur zweiten Hälfte des ersten Refrains ein „schleppender“, „walzender“ Song, um dann Fahrt aufzunehmen und ihn in Black-Metal-Gefilde zu führen.

### Texte
Die Texte auf der ersten EP „Aviditas Humani“ wurden zur Gänze von Sänger Marco Reitz verfasst. Er beschäftigte sich vor allem mit Themen rund um Massenmörder und Serienkiller, wie z. B. John Wayne Gacy (in „Pogo the Clown“) oder Albert Fish (in „Eaten by the Fish“). Nach dem Ausscheiden von Reitz und mit der Übernahme des Mikrofons von Chris Kiefer entstand auch ein neues Text-Konzept, da er von dort an das Schreiben übernahm. Kiefer behandelt für Death Metal eher untypische Themen, wie die Gründung und Auflösung der DDR (in „Unintentional“) und die Gedanken eines zum Tode verurteilten im Todestrakt (in „On Death Row“). Diese Abkehr von genre-üblichen Themen ist laut Band beabsichtigt, da es für sie interessanter ist über greifbare und aussagekräftige Dinge zu schreiben.